# Ahab
Ahab (în ebraică אחאב „fratele tatălui”)

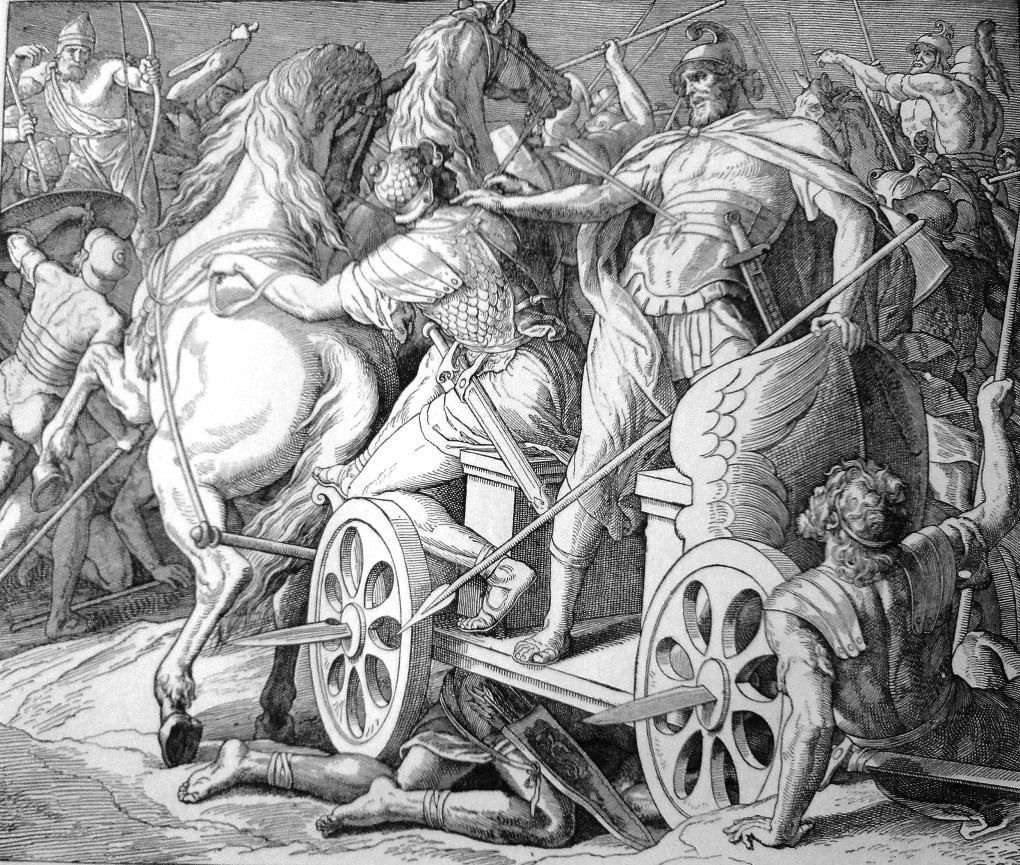
Gustave Doré: Moartea lui Ahab

a fost rege al anticului regat evreiesc Israel (ca. 873 - 852 î.Hr.) cu capitala la Samaria, fiu și succesor al regelui Omri, pe care l-a secondat în ultimii săi ani de viață. 
Domnia lui Ahab a fost marcată de o perioadă de înflorire, de alianțe cu statele vecine (orașele Feniciei, Regatul Iuda etc.), de construcții intense, dar și de conflicte cu sirienii din Damasc. I s-a atribuit și participarea la o coaliție care a stăvilit temporar expansiunea asiriană spre vest.
Ahab a promovat, cu toate acestea, o politică de pace și de colaborare economică, politica și militară cu regatul vecin Iuda, să fi fost părintele solidarității etnice cu regele Iudeei, Iosafat, și cu alte regate vecine.
L-a iertat pe adversarul său Ben Hadad (al II-lea), regele Damascului și a obținut avantaje în comerțul cu acesta.
Afacerile interne au fost dominate de  soția sa, Izabela, care și-a impus credința politeistă a ei, în zeii canaaneni-fenicieni Baal și Iștar, prigonind sângeros pe credincioșii lui Iahve, zeu israelit specific sau Dumnezeu unic. Criza religioasă astfel declanșată a dus la o stare internă de tensiuni care s-au terminat cu eliminarea provizorie a cultelor celorlalți zei din regat. Unii cercetători susțin că, în pofida celor descrise în Biblie despre influența sotiei, Ahab a rămas un adept al cultului iahvist, pe care l-a promovat în regatul vecin al Iudeei.
.
În timpul domniei sale, în urma căsătoriei cu Izabela s-au întărit relațiile cu fenicienii din Sidon, de asemenea, alianța cu regatul Iudeei a fost cimentată prin căsătoria fiicei sale Atalia cu Yehoram, prințul mostenitor al regatului Iuda. Aceste alianțe au întărit poziția economică și comercială a regatului de nord și au putut furniza lui Ahab mijloace financiare pentru construcții și pentru creșterea puterii militare. 
Numai că influența feniciană crescută în domeniul religios atras impotrivirea prorocilor evrei și a dus până la urmă la  rebeliunea din timpul fiului său, care se numea tot Yehoram.  
Domnia lui Ahab a durat, după Biblie, 22 ani.  
După William F. Albright, era vorba de anii 869-850 î.Hr., iar după E. R. Thiele și Gershon Galil -  874-853 î.Hr. sau, respectiv,  între 873-852 î.Hr.  
Ahab este unul din mai multe zeci de personaje biblice, (după Mykytiuk - 53) a căror existență a fost atestată și de surse extrabiblice

## Originea numelui
Ahab, pomenit în Biblie ca și toate personajele istoriei antice a evreilor, este menționat ca „Ahab israelitul” și pe stela asiriană (sau monolitul) de la Kurkh, care cuprinde lista numelor adversarilor regelui asirian Salmanasar al III-lea, în contextul bătăliei de la Karkar, deși prezența lui Ahab însuși acolo este controversată. 
Numele Ahav apare și pe un sigiliu ebraic găsit la Lahiș, „לשבנא אחאב”.
Numele Ahab este un cuvânt compus, ah-av, cu sensul „frate de tată” și potrivit cercetătorului J. J. Stamm era dat unui copil în memoria unui unchi, frate decedat al tatălui. După alte ipoteze ar fi un nume teoforic, însemnând „frate al tatălui din ceruri”.

### ReginaIzabelași politica religioasă

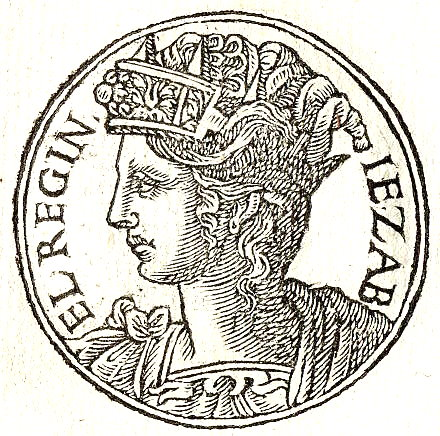
Regina feniciană Izabela a regatului Israel

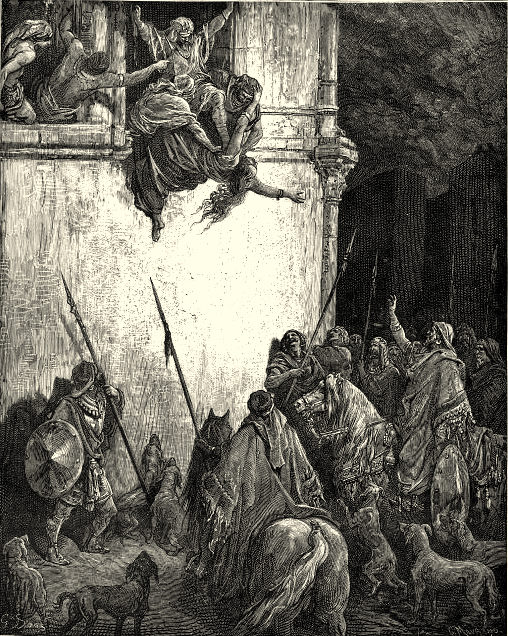
Gustav Doré: Moartea Isabelei, gravură corectată de Picasa.

Ahab a fost căsătorit cu Izabela (în ebraică אִיזֶבֶל - Izevel prințesă feniciană, fiica regelui Etbaal I (sau Ithobaal) al Tyrului și Sidonului. Este foarte probabil că această alianță cu Tyrul și Sidonul a fost benefică pe plan economic regatului israelit care a prosperat în timpul domniei sale ca în timpul regelui Solomon. Dominanta regină Izabela, este descrisă de Vechiul Testament, cu aversiune, ca o personalitate negativă, blestemată, care l-a îndepărtat pe rege de religia iudaică, a reintrodus politeismul, a sacrificat jertfe omenești - chiar și pe propriul său fiu, pe care l-a ars de viu - și a persecutat pe proorocii iudaici. Numele de „Izevel” este o pronunție se pare posterioară adoptată de tradiția biblică pentru a -i conferi un înțeles infam ca cel de  „Ii” (insulă)-„zevel”(gunoi) adică, „Insulă de Gunoi”. Particula „zvl” poate fi citită în limba ebraică ca „zevel”, ca mai sus, dar probabil se citea „zibal” sau „zebul” ceea ce însemna în canaaneană-feniciană „prinț”, „judecător”, personalitate de vază. „Ii-zibal”  ar fi putut fi inversul acestor calități („Ne-Onorabila”, etc.).
Potrivit Bibliei, Ahab a dispus construirea la Samaria a unui palat numit „casa de fildeș” și a înființat mai multe orașe. A întărit fortificațiile țării, refăcându-le și pe cele de la Ierihon. La inaugurarea construcțiilor în acest din urmă oraș, i-a sacrificat, potrivit Bibliei, după obiceiurile canaanene-feniciene, pe primul său născut Aviram și pe fiul său Seguv. Aceasta deoarece, influențat de regina Izabela, a dat întâietate cultului politeist al zeilor cananeni-fenicieni Baal și Iștar (Aștoret sau Astarte) și a înălțat la Samaria un templu al lui Baal. Ahab i-a permis Izabelei să aducă în țară sute de preoți și profeți ai zeilor Baal, Iștar, Așera etc. Conform narațiunii biblice, această politică a dus la un val de persecuții și masacre împotriva opoziției neobosite a profeților adepți ai monoteismului iudaic, din care o parte, circa o sută, au reușit să se ascundă de mânia regelui, cu complicitatea mai marelui palatului, Ovadia (Obadia). Conducătorul partidei iahviste era profetul Ilie (în ebraică Eliyahu sau Eliahu).
În timpul domniei lui Ahab, Moabul (Moav), cucerit de tatăl său Omri, a rămas sub controlul Israelului, iar cu statul evreiesc din sud, Iudeea (Iehuda sau Iuda), s-a legat o alianță prin căsătorie - regele Iosafat (Iehoșafat) din
Ierusalim fiind cuscrul și probabil vasal al lui Ahab. Fiica lui Ahab și Izabela, Atalia, s-a măritat cu Iehoram, fiul lui Iosafat.
În anii domniei lui Ahab au avut loc conflicte militare cu regatul sirian Aram Damasc(în ebraică Aram Damesek) și, după izvoarele istorice asiriene, cu Asiria.

### Activitatea lui Ilie și a altor profeți

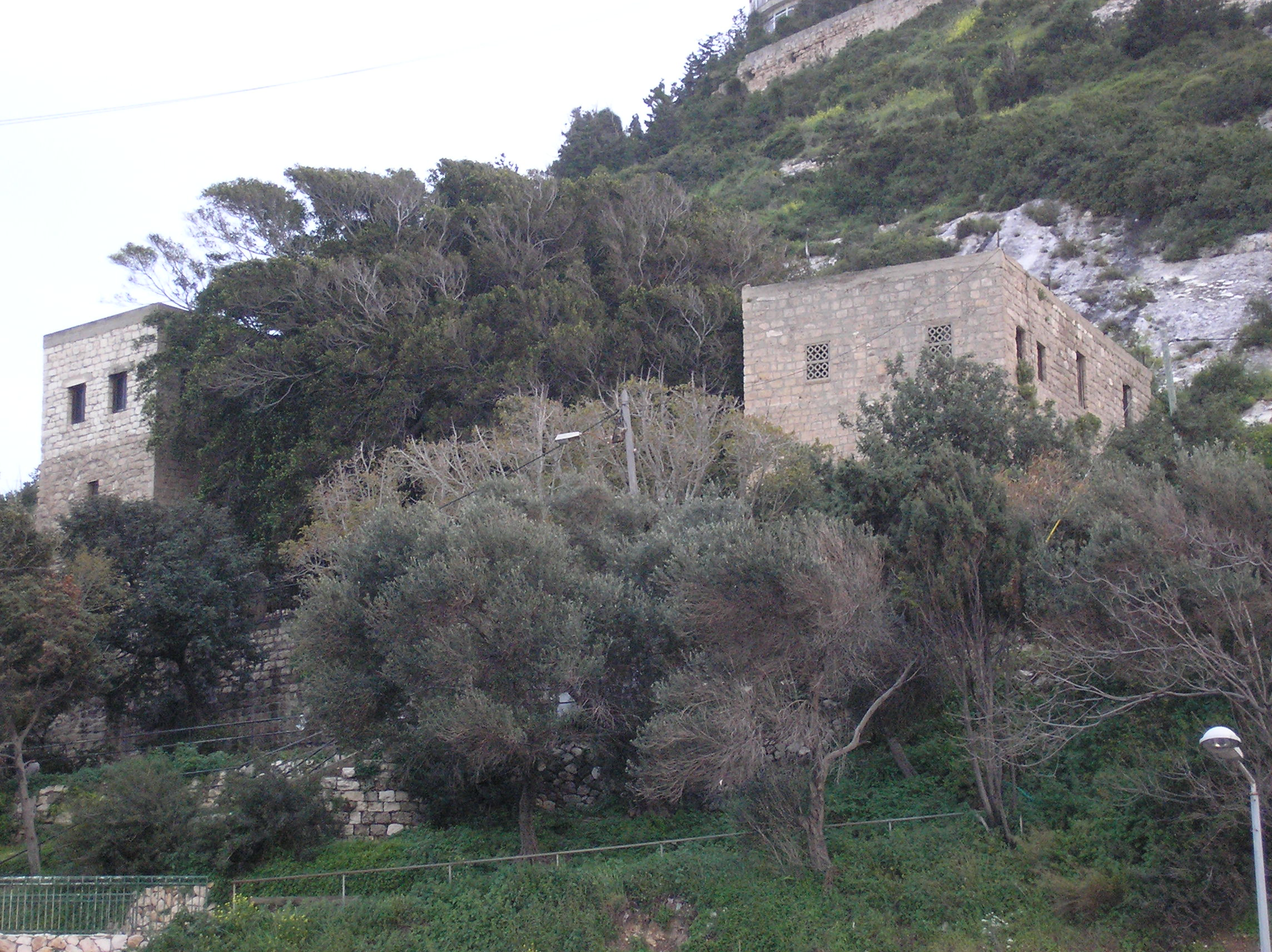
Peștera lui Ilie, muntele Carmel, Israel

Din cauza sprijinului său pentru cultul politeist, a ospitalității acordate preoților divinităților cananeene-feniciene și a prigonirii adepților monoteismului, regele Ahab este denunțat de textul biblic ca cel mai mare răufăcător dintre regii Israelului până la el, mai rău decât tatăl său Omri sau decât Ieroboam I (Iaravam ben Nevat). Profetul Ilie a suferit și el de pe urma prigoanei din partea lui Izabela și Ahab,. După legendă, el s-a ascuns în Ghiladul natal, hrănit de corbi, la pârâul Chirit, apoi s-a refugiat în Fenicia, lângă Sidon, într-un loc numit Sarepta (în ebraică Țarfat). Acolo el a făcut o minune: a readus la viață pe fiul îmbolnăvit al unei văduve idolatre milostive, care îl ajutase. În cele din urmă, Ilie se întoarce în Israel și se înfățișează cu îndrăzneală în fața regelui Ahab, care nu știa cum să facă față secetei și foametei ce devastau țara. Pe muntele Carmel, Ilie îi sfidează pe cei 850 de proroci ai lui Baal și ai Astarteei, îi provoacă la întrecere și îi învinge, cu ajutorul providenței. În zadar aceștia săriseră în jurul altarului zeului și își făcuseră cu săbiile și sulițele, după obiceiul străbun, tăieturi până la sânge în propriul trup. Niciunul nu reușise să egaleze miracolul lui Ilie al pogorârii focului din cer care a mistuit vitele destinate jertfei rituale. Ilie a convins poporul să-i masacreze pe preoții idolatri, tot după obiceiurile sângeroase ale epocii. Seceta a încetat, dar Izabela, voind să-și răzbune păstorii spirituali, a jurat să-l nimicească pe Ilie. Profetul fu nevoit să ia din nou calea pribegiei, la Beer Șeva și apoi până la muntele Horeb (Horev) (echivalat adesea cu muntele Sinai), iar la urmă în țara Damascului, cu misiunea divină de a-i unge regi pe Hazael la Damasc și pe Iehu în Israel, iar ca  succesor în ale profeției pe învățăcelul  său Elisei (în ebraică Elișa).

### Via lui Nabot

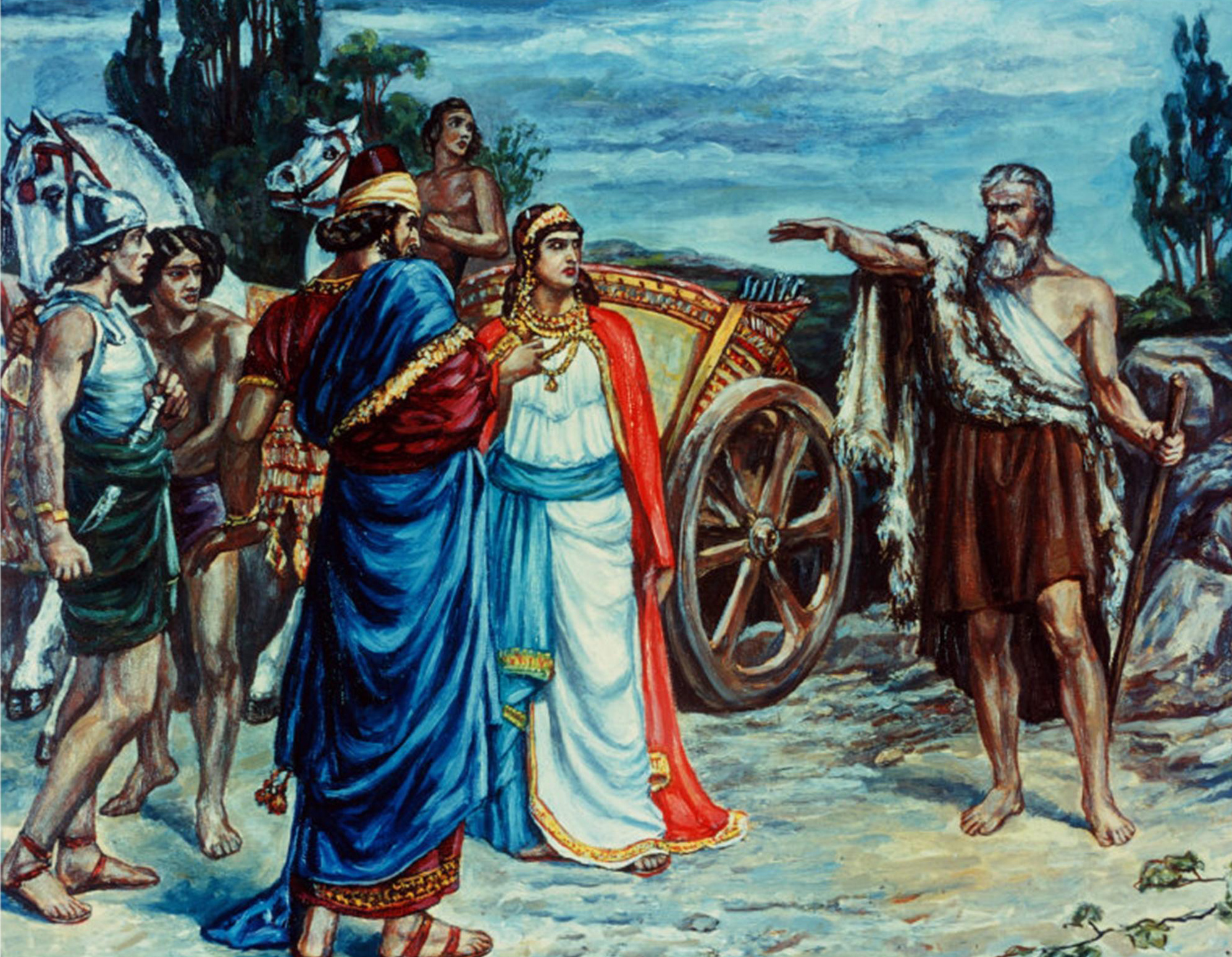
Sir Francis Dicksee: Profetul Ilie îi anatemizează pe Isabela și Ahab în via lui Nabot

Ahab râvnise demult la această vie și propusese despăgubiri proprietarului Nabot în schimbul ei, dar Nabot respingea toate propunerile regelui sub motiv că via nu era de vânzare, întrucât era moștenire de la tatăl său. Impresionată de supărarea soțului ei, regina Izabela a expropiat ea însăși via mult râvnită, după ce a organizat un proces public sumar, cu martori sperjuri și lapidarea lui Navot, sub acuzația falsă de blasfemie și lezmajestate.
„După ce ai omorât, ai mai și moștenit?” sau, „Nu ești tu un ucigaș și hoț?” (în ebraică ? הרצחת וגם ירשת îl va intreba Ilie pe Ahab și îl va blestema pentru această faptă pe el și pe urmașii săi, fapt care îl va convinge pe Ahab să se smerească. 
Alt profet din timpul domniei lui Ahab a fost Miha ben Imla, care, prevestind soarta crudă a regelui în bătălia cu sirienii, la Ramot Ghilad (Ramot Galaad), a fost aruncat de Ahab în închisoare („până când mă voi întoarce în pace”, cum a spus Ahab).
Mai este menționat și un profet anonim, care i-a dat sfaturi lui Ahab în primul război victorios împotriva invadatorului Ben Hadad.

## Luptele lui Ahab

### Conflictele cu Damascul
În timpul lui Ahab, după Biblie, ar fi avut loc trei războaie cu regatul sirian Aram Damasc din nord-est.
Potrivit Cărții regilor din Vechiul Testament, Ahab a fost confruntat cu o invazie militară siriană în care regele sirian Ben Hadad a ajuns să asedieze capitala israelită Samaria. Povestirea biblică menționează că, ascultând sfatul unui profet iahvist anonim, Ahab, cu numai șapte mii de oșteni, a declanșat un contraatac surpriză, a reușit să pună capăt asediului și să-i pună pe fugă pe sirieni. În zilele din preajma războiului el a respins amenințările lui Ben Hadad, rostind expresia rămasă proverbială: „Cine încinge armele să nu se laude ca cel ce le pune jos” (în ebraică אל יתהלל  חוגר כמפתח).
Mai târziu, la Afek (poate la actualul Tell Ein Ghev de pe malul sud-estic al lacului Kineret (Lacul Tiberiada) sau poate în actualul loc Fik din podișul Golan ori, după o ipoteză mai puțin verosimilă, în câmpia Șaron (lângă cetatea Antipatris de mai târziu), a avut loc a doua confruntare, în care Ahab l-a înfrânt și capturat pe Ben Hadad. Profetul Ilie și adepții cultului lui Iahve i-au luat în nume de rău lui Ahab cruțarea regelui sirian („Este fratele meu”) și punerea lui în libertate, după ce acesta consimțise să restituie Israelului cetățile capturate de sirieni de la tatăl său, Omri, și să acorde vecinilor din Samaria facilități comerciale la Damasc. 
După acest război, în contrast cu clemența arătată pentru monarhul din Damasc, Cartea regilor povestește, ca exemplu pentru lăcomia lui Ahab și viclenia și cruzimea reginei Izabela, întâmplarea cu via lui Nabot din Izreel (în ebraică Navot Haizr'eli).
Al treilea conflict cu sirienii a fost campania lui Ahab, aliat cu regele din Iudeea, Iosafat, pentru a recupera Ramot Galaad (în ebraică Ramot Gil'ad) la est de Iordan (posibil Tel Ramith de astăzi din Iordania). După cronicarul biblic, în această campanie, în care Ahab pune în pericol viața regelui iudeu aliat, Iosafat, sfătuindu-l cu viclenie să rămână îmbrăcat în straiele regale, fiul lui Omri își pierde în cele din urmă el însuși viața, după circa douăzeci și doi de ani de domnie, ca un erou în carul său de luptă, rănit mortal de o săgeată. În schimb, Iosafat supraviețuiește.

### Conflictul cu Asiria. Bătălia de la Karkar

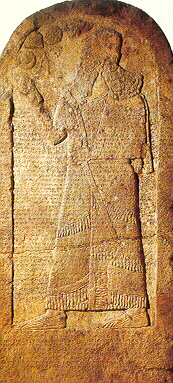
Stela (monolitul) lui Salmanasar al III-lea, cu inscripția despre lupta de la Karkar, în care se amintește participarea lui Ahab și a oștirii lui

Un eveniment evocat de surse asiriene (monolitul de la Kurkh al lui Salmanazar al III-lea) este bătălia de la Karkar (probabil la Apamea), în care regele Asiriei Salmanazar a înfruntat în anul 853 î.Hr. o mare coaliție de 12 regi și principi semiți din Siria (nordul și sudul Siriei), din Transiordania (ammoniții conduși de Baașa, fiul lui Ruhub (Rehob)), din Israel, din Iuda, din Fenicia (Tyr), din Edom si Moab, regele arab Gindibu, oșteni din Arvad și chiar și din îndepărtata Cilicie. În fruntea oastei israelite, cu zece mii de luptători pedeștri și două mii de care de luptă, stătea regele Ahab (A-ha-ab-bu mat Sir-'i-la-a-a, adică „Ahab israelitul”). În fruntea sirienilor din Damasc stătea regele Damascului Hadadezer (Bir-'idri), probabil identic cu ben Hadad, iar în fruntea oștirii din Hamat regele Irhuleni.
Regele asirian, care cucerise în drum Halpa (Aleppo) și Hamat, s-a considerat victorios, dar se pare că rezultatul luptei a fost încă nedecis, și el s-a retras în țara lui, pentru ca în anii 849 și 846 î.Hr. să fie nevoit să se confrunte cu coaliții asemănătoare. Se consideră că bătălia de la Karkar și cele ulterioare au amânat cu aproape un veac și jumătate cucerirea regiunii de către asirieni.

### Contradicții între narațiunea biblică și cea asiriană
Peersistă dificultățile în datarea ordinii evenimentelor descrise de Biblie și de inscripția de pe monolitul de la Kurkh. Narațiunea biblică se concentrează pe conflictul religios dintre Ahab și profetul Ilie și, din acest motiv, deși lungă, întinsă pe șase capitole din Cartea I a Regilor, ea face abstracție de diverse fapte istorice, între care și de bătălia de la Karkar. Există totodată posibilitatea unei erori rezultate din scrierea ori interpretarea textului asirian, în care numele Ahab a fost poate al altui rege, poate că izvorul istoric se referă la nepotul său, Iehoram.
- Regatul Israelului care se războise cu Siria Damascului s-a aliat deodată cu sirienii împotriva asirienilor? Este posibil, întrucât au existat și perioade de acalmie și acorduri între cele două state, ca de pildă legământul de după al doilea război al lui Ahab cu Ben Hadad.

- Numele regelui Damascului pe stela asiriană este Bir'idri, mai apropiat de Hadadezer, și nu de ben Hadad, cum este menționat în Biblie. Se presupune că este vorba de același rege; sau că Ben Hadad era doar un titlu - comun mai multor regi din Aram - și nu numele propriu al regelui; sau că una din surse, în speță, mai probabil cea biblică, a greșit numele.

- Cum se poate că armata Israelului, despre care, în relatarea Cărții Regilor, sirienii susțineau că excela în războaiele pe dealuri și era inferioară în luptele pe șes era dotată la Karkar, potrivit sursei asiriene, cu mai multe care de luptă (adaptate la lupta de  șes) decât oștirea Damascului, în număr de 2000 contra 1200?

Se crede că de fapt bătălia de la Karkar ar fi putut avea loc nu în 853 î.Hr. în preajma morții lui Ahab, ci mai curând în timpul unuia din fiii lui Ahab, regele Iehoram.

### Moartea lui Ahab la Ramot Ghilad. Ahab sau fiul său Iehoram?
După moartea lui Ahab în lupta din Ramot Gil'ad, potrivit legendei, s-a împlinit profeția teribilă a sfântului Ilie din Teșev (Ilie tesviteanul, Eliyahu Ha'Tișbi) și „câinii i-au lins sângele și curvele s-au scăldat în el”. Pe tronul Israelului s-a așezat fiul său Ahazia.
Istoricii pun și versiunea aceasta, din Cartea regilor, a morții violente a lui Ahab la Ramot Ghilad, sub semnul întrebării. Așa cum bătălia de la Karkar putea să fi avut loc mai târziu, în timpul regelui Iehoram, așa și cea de la Ramot Gil'ad cu sirienii. În Cartea regilor i se atribuie aceeași moarte eroică violentă la Ramot Ghilad și regelui Iehoram, fiul lui Ahab. În schimb, Ahab ar fi murit de moarte naturală în palatul său, la Samaria. Neclară rămâne și datarea ungerii regilor Hazael din Damasc și Iehu din Israel înaintea morții lui Ahab, atunci când, după cronologia biblică, între Ahab și Iehu au mai domnit doi regi, Ahazia și Iehoram, fiii lui Ahab.